# タイ・ゴルフ選手権
タイ・ゴルフ選手権（Thailand Golf Championship）はアジアンツアーの旗艦大会であり、毎年12月にバンコク郊外にあるアマタスプリングCCで開催されていた。主にアジアンツアーのメンバーだけでなく、PGA/欧州ツアーのメンバーも多数参戦される。2013年からは全英オープンの予選シリーズとしても行われ、出場資格を持たない上位選手に全英オープンの出場権が与えられる。

## 歴代優勝者
| 年度 | 選手                     | 国               | スコア          | パー          | 2位との差     | 2位（タイ）                               |
| ---- | ------------------------ | ---------------- | --------------- | ------------- | ------------- | ----------------------------------------- |
| 2016 | No tournament            | No tournament    | No tournament   | No tournament | No tournament | No tournament                             |
| 2015 | ジェイミー・ドナルドソン | ウェールズ       | 63-68-71-65=267 | −21           | 3打差         | クレメント・ソルデ リー・ウエストウッド   |
| 2014 | リー・ウエストウッド (2) | イングランド     | 70-71-72-67=280 | −8            | 1打差         | マーカス・フレイザー マルティン・カイマー |
| 2013 | セルヒオ・ガルシア       | スペイン         | 68-65-65-68=266 | −22           | 4打差         | ヘンリク・ステンソン                      |
| 2012 | シャール・シュワーツェル | 南アフリカ共和国 | 65-65-68-65=263 | −25           | 11打差        | Thitiphan Chuayprakong バッバ・ワトソン   |
| 2011 | リー・ウエストウッド     | イングランド     | 60-64-73-69=266 | −22           | 7打差         | シャール・シュワーツェル                  |